# فهرست جایزه‌ها و نامزدی‌های هیو جکمن

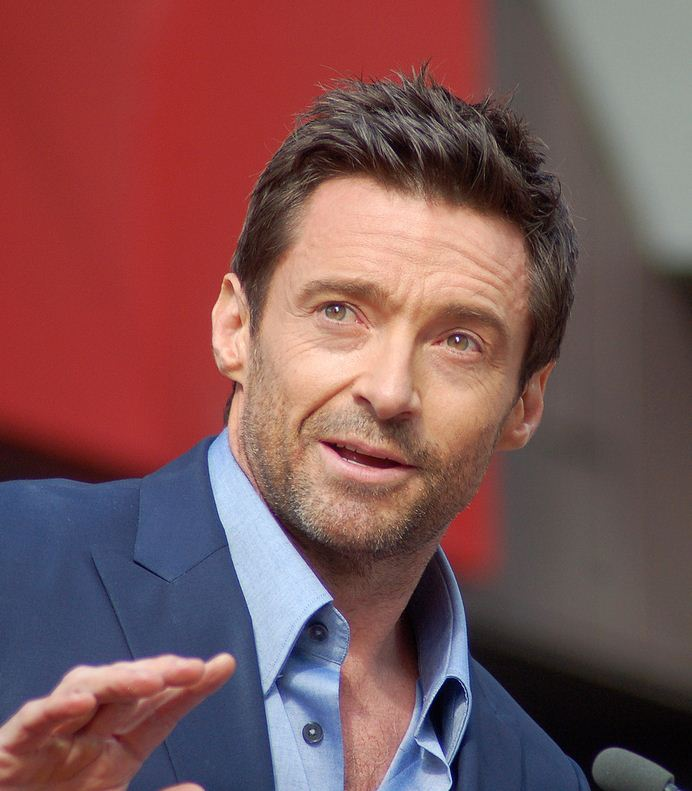
جکمن در مراسم پیاده‌روی مشاهیر هالیوود یک ستاره دریافت می‌کند، دسامبر ۲۰۱۲

هیو جکمن بازیگر سینما و تئاتر، خواننده و رقصنده است.

## جوایز فیلم

### جایزه اسکار
| سال  | مورد نامزدی | رده                                   | نتیجه    | مرجع  |
| ---- | ----------- | ------------------------------------- | -------- | ----- |
| ۲۰۱۳ | بی نوایان   | جایزه اسکار بهترین بازیگر نقش اول مرد | نامزدشده | [ ۱ ] |

### جایزه‌ای ای سی تی ای
| سال  | مورد نامزدی        | رده                       | نتیجه    | Ref.  |
| ---- | ------------------ | ------------------------- | -------- | ----- |
| ۱۹۹۹ | پادشاهان ارسکینویل | بهترین بازیگر نقش اول مرد | نامزدشده | [ ۲ ] |
| ۲۰۰۷ | پرستیژ             | بهترین بازیگر نقش اول مرد | نامزدشده | [ ۳ ] |

### جایزه بفتا
| سال  | مورد نامزدی | رده                                   | نتیجه    | Ref.  |
| ---- | ----------- | ------------------------------------- | -------- | ----- |
| ۲۰۱۳ | بی نوایان   | جایزه بفتای بهترین بازیگر نقش اول مرد | نامزدشده | [ ۴ ] |

### جایزه انجمن منتقدان پخش‌کننده فیلم
| سال  | مورد نامزدی | رده                       | نتیجه    | Ref.  |
| ---- | ----------- | ------------------------- | -------- | ----- |
| ۲۰۱۳ | بی نوایان   | بهترین بازیگر نقش اول مرد | نامزدشده | [ ۵ ] |
| ۲۰۱۳ | بی نوایان   | بهترین گروه بازیگری       | نامزدشده | [ ۵ ] |

### جایزه گلدن گلوب
| سال  | مورد نامزدی   | رده                                                    | نتیجه    | Ref.  |
| ---- | ------------- | ------------------------------------------------------ | -------- | ----- |
| ۲۰۰۲ | کیت و لئوپولد | جایزه گلدن گلوب بهترین بازیگر مرد فیلم موزیکال یا کمدی | نامزدشده | [ ۶ ] |
| ۲۰۱۳ | بی نوایان     | جایزه گلدن گلوب بهترین بازیگر مرد فیلم موزیکال یا کمدی | برنده    | [ ۶ ] |
| ۲۰۱۸ | برترین شومن   | جایزه گلدن گلوب بهترین بازیگر مرد فیلم موزیکال یا کمدی | نامزدشده |       |

### جایزه سینمایی ام‌تی‌وی
| سال  | مورد نامزدی               | رده                                                          | نتیجه    | Ref.  |
| ---- | ------------------------- | ------------------------------------------------------------ | -------- | ----- |
| ۲۰۰۱ | مردان اکس                 | بهترین تیم صحنه (به همراه هلی بری، جیمز مارسدن و آنا پاکوین) | نامزدشده | [ ۷ ] |
| ۲۰۰۱ | مردان اکس                 | بهتربن اجرای پیروزمندانه                                     | نامزدشده | [ ۷ ] |
| ۲۰۰۴ | اکس ۲: مردان متحد         | بهترین مبارزه (همراه کلی هو)                                 | نامزدشده | [ ۸ ] |
| ۲۰۱۰ | خاستگاه مردان اکس: ولورین | بهترین مبارزه (همراه لیو شریبر و رایان رینولدز)              | نامزدشده | [ ۹ ] |

### جایزه برگزیده کودکان نیکلودین
| سال  | مورد نامزدی                   | رده                           | نتیجه    | Ref.   |
| ---- | ----------------------------- | ----------------------------- | -------- | ------ |
| ۲۰۱۴ | ولورین                        | جایزه برگزیده کودکان نیکلودین | نامزدشده | [ ۱۰ ] |
| ۲۰۱۵ | مردان اکس: روزهای گذشته آینده | جایزه برگزیده کودکان نیکلودین | نامزدشده | [ ۱۱ ] |
| ۲۰۱۵ | مردان اکس: روزهای گذشته آینده | جایزه برگزیده کودکان نیکلودین | نامزدشده | [ ۱۲ ] |

### جوایز برگزیده نوجوانان
| سال  | مورد نامزدی               | رده                                 | نتیجه    | Ref.   |
| ---- | ------------------------- | ----------------------------------- | -------- | ------ |
| ۲۰۰۳ | اکس ۲: مردان متحد         | Choice Movie Actor                  | نامزدشده | [ ۱۳ ] |
| ۲۰۰۴ | ون هلسینگ                 | Choice Movie Actor                  | نامزدشده | [ ۱۴ ] |
| ۲۰۰۴ | ون هلسینگ                 | Choice Movie Chemistry              | نامزدشده | [ ۱۴ ] |
| ۲۰۰۶ | مردان اکس: آخرین ایستادگی | Choice Actor                        | نامزدشده | [ ۱۵ ] |
| ۲۰۰۶ | مردان اکس: آخرین ایستادگی | Choice Liplock                      | نامزدشده | [ ۱۵ ] |
| ۲۰۰۸ | خاستگاه مردان اکس: ولورین | Choice Actor in an Action Adventure | برنده    | [ ۱۶ ] |
| ۲۰۰۹ | استرالیا                  | 2009 Choice Movie Drama Actor       | نامزدشده | [ ۱۷ ] |
| ۲۰۰۹ | خاستگاه مردان اکس: ولورین | Choice Movie Hissy Fit              | نامزدشده | [ ۱۷ ] |
| ۲۰۰۹ | خاستگاه مردان اکس: ولورین | Choice Movie Rumble                 | نامزدشده | [ ۱۷ ] |
| ۲۰۱۳ | بی نوایان                 | Choice Movie Drama Actor            | نامزدشده | [ ۱۸ ] |

### جایزه برگزیده مردم
| سال  | مورد نامزدی               | رده                                                                                             | نتیجه    | Ref.   |
| ---- | ------------------------- | ----------------------------------------------------------------------------------------------- | -------- | ------ |
| ۲۰۱۰ | خاستگاه مردان اکس: ولورین | Favorite Action Star                                                                            | برنده    | [ ۱۹ ] |
| ۲۰۱۰ | —                         | Favorite Movie Actor                                                                            | نامزدشده | [ ۱۹ ] |
| ۲۰۱۰ | خاستگاه مردان اکس: ولورین | Favorite On-Screen Team (همراه دنیل هنی، دومینیک مانهن، لیو شریبر، رایان رینولدز و ویل. آی. ام) | نامزدشده | [ ۱۹ ] |
| ۲۰۱۲ | فولاد ناب                 | Favorite Action Movie Actor                                                                     | برنده    | [ ۲۰ ] |
| ۲۰۱۲ | —                         | Favorite Movie Actor                                                                            | نامزدشده | [ ۲۰ ] |
| ۲۰۱۴ | —                         | Favorite Movie Actor                                                                            | نامزدشده | [ ۲۱ ] |
| ۲۰۱۴ | —                         | Favorite Dramatic Movie Actor                                                                   | نامزدشده | [ ۲۱ ] |
| ۲۰۱۳ | —                         | Favorite Action Movie Actor                                                                     | نامزدشده | [ ۲۱ ] |

### جایزه ساترن
| سال  | مورد نامزدی | رده                       | نتیجه    | Ref.   |
| ---- | ----------- | ------------------------- | -------- | ------ |
| ۲۰۰۱ | مردان اکس   | بهترین بازیگر نقش اول مرد | برنده    | [ ۲۲ ] |
| ۲۰۰۷ | چشمه        | بهترین بازیگر نقش اول مرد | نامزدشده | [ ۲۳ ] |
| ۲۰۱۳ | بی نوایان   | بهترین بازیگر نقش اول مرد | نامزدشده | [ ۲۴ ] |

### جایزه انجمن بازیگران فیلم
| سال  | مورد نامزدی | رده                                              | نتیجه    | Ref    |
| ---- | ----------- | ------------------------------------------------ | -------- | ------ |
| ۲۰۱۳ | بی نوایان   | بهترین بازیگر                                    | نامزدشده | [ ۲۵ ] |
| ۲۰۱۳ | بی نوایان   | جایزه انجمن بازیگران فیلم برای بهترین بازیگر مرد | نامزدشده | [ ۲۵ ] |

### جایزه امپایر
| سال  | مورد نامزدی       | رده           | نتیجه    | Ref    |
| ---- | ----------------- | ------------- | -------- | ------ |
| ۲۰۰۴ | اکس ۲: مردان متحد | بهترین بازیگر | نامزدشده | [ ۲۶ ] |
| ۲۰۱۴ |                   | امپایر آیکون  | برنده    | [ ۲۷ ] |

### جایزه بامبی
| سال  | رده               | نتیجه | مرجع   |
| ---- | ----------------- | ----- | ------ |
| ۲۰۱۷ | جایزه صنعت سرگرمی | برنده | [ ۲۸ ] |

### جوایز دیگر
| سال  | مورد نامزدی               | رده                                                                               | نتیجه    |
| ---- | ------------------------- | --------------------------------------------------------------------------------- | -------- |
| ۲۰۰۰ | پادشاهان ارسکینویل        | جایزه محفل منتقدان فیلم استرالیا برای بهترین بازیگر                               | برنده    |
| ۲۰۰۱ | —                         | انجمن منتقدان فیلم شیکاگو برای موفق‌ترین بازیگر                                    | نامزدشده |
| ۲۰۰۴ | پیروزی                    | جشنواره بین‌المللی فیلم‌های مستقل نیویورک – جایزه فیلم کوتاه برای بهترین بازیگر مرد | برنده    |
| ۲۰۱۰ | خاستگاه مردان اکس: ولورین | جایزه اس اف اکس برای بهترین بازیگر                                                | نامزدشده |
| ۲۰۱۱ | مردان اکس: کلاس اول       | جایزه اسکریم برای بهترین ستاره مهمان                                              | برنده    |
| ۲۰۱۳ | —                         | جایزه دونوستیاجشنواره فیلم سن‌سباستین                                              | برنده    |
| ۲۰۱۴ | —                         | جایزه اسلمی برای ستاره مهمان سال                                                  | برنده    |

## جوایز موسیقی

### جایزه گرمی
| سال  | مورد نامزدی   | رده                      | نتیجه | Ref    |
| ---- | ------------- | ------------------------ | ----- | ------ |
| ۲۰۱۹ | بزرگ‌ترین شومن | بهترین آلبوم موسیقی فیلم | برنده | [ ۲۹ ] |

## جوایز تلویزیون

### جایزه امی ساعات پربیننده
| سال  | مورد نامزدی                    | رده                                              | نتیجه    | Ref    |
| ---- | ------------------------------ | ------------------------------------------------ | -------- | ------ |
| ۲۰۰۵ | پنجاه و هشتمین دوره جوایز تونی | بهترین اجرای انفرادی در برنامه‌های متنوع یا موزیک | برنده    | [ ۳۰ ] |
| ۲۰۰۶ | پنجاه و نهمین دوره جوایز تونی  | بهترین اجرای انفرادی در برنامه‌های متنوع یا موزیک | نامزدشده | [ ۳۰ ] |
| ۲۰۰۹ | هشتاد و یکمین دوره جوایز اسکار | بهترین برنامه کلس ویژه                           | نامزدشده | [ ۳۱ ] |
| ۲۰۱۵ | شصت و هشتمین دوره جوایز تونی   | بهترین برنامه کلس ویژه                           | نامزدشده | [ ۳۲ ] |

## جوایز تئاتر

### جایزه دراما دسک
| سال  | مورد نامزدی | رده                      | نتیجه | Ref.   |
| ---- | ----------- | ------------------------ | ----- | ------ |
| ۲۰۰۴ | پسری از آز  | بهترین بازیگر در موزیکال | برنده | [ ۳۳ ] |

### جایزه لارنس اولیویه
| سال  | مورد نامزدی | رده                      | نتیجه    | Ref    |
| ---- | ----------- | ------------------------ | -------- | ------ |
| ۱۹۹۸ | اوکلاهما!   | بهترین بازیگر در موزیکال | نامزدشده | [ ۳۴ ] |

### جایزه تونی
| سال  | مورد نامزدی | رده                      | نتیجه | Ref    |
| ---- | ----------- | ------------------------ | ----- | ------ |
| ۲۰۰۴ | پسری از آز  | بهترین بازیگر در موزیکال | برنده | [ ۳۴ ] |
| ۲۰۱۲ | —           | جایزه ویژه               | برنده | [ ۳۵ ] |

### جوایز دیگر
| سال  | مورد نامزدی | رده                                                     | نتیجه | Ref.   |
| ---- | ----------- | ------------------------------------------------------- | ----- | ------ |
| ۲۰۰۴ | پسری از آز  | جایزه جهانی تئاتر                                       | برنده | [ ۳۶ ] |
| ۲۰۰۴ | پسری از آز  | جایزه دراما لیگ برای بهترین اجرای برجسته سال            | برنده | [ ۳۷ ] |
| ۲۰۰۴ | پسری از آز  | جایزه انجمن منتقدان خارجی برای بهترین بازیگر در موزیکال | برنده | [ ۳۸ ] |

## دیگر ستایش‌ها

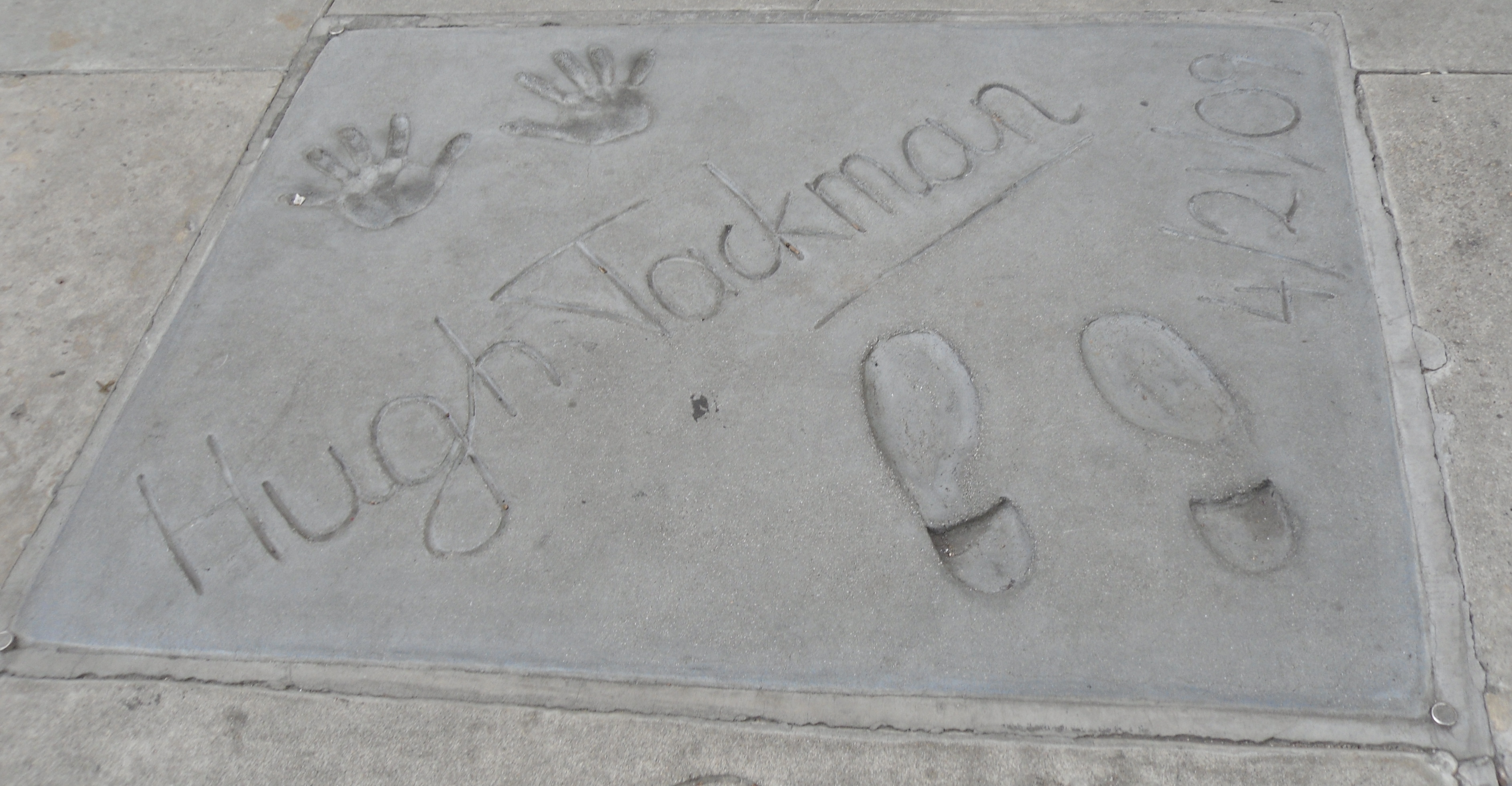
امضای هیو جکمن در تئاتر چینی تی‌سی‌ال

در نوامبر ۲۰۰۸، پیپل جکمن را «سکسی‌ترین مرد جهان» نامید."
در آوریل ۲۰۰۹، جکمن در مراسم تجلیل تئاتر چینی تی‌سی‌ال اثر دست و پای خود را ثبت کرد.

او برندهٔ جایزهٔ بهترین اجرا توسط یک انسان مذکر برای نقش ولورین و همچنین جایزهٔ بهترین بازیگر در جوایز بازی ویدئویی اسپایک سال ۲۰۰۹ برای بازی خاستگاه مردان اکس: ولورین می‌باشد.
در سال ۲۰۱۲، جکمن ستاره‌ای در پیاده‌رو شهرت هالیوود دریافت کرد.